# Marcus Rashford
Marcus Rashford MBE (Manchester, 31 oktober 1997) is een Engelse voetballer die doorgaans als aanvaller speelt voor FC Barcelona. Hij stroomde door uit de jeugdopleiding van Manchester United. Rashford maakte in 2016 zijn debuut in het Engels voetbalelftal.

## Clubcarrière

### Manchester United
Rashford debuteerde op 25 februari 2016 in het betaald voetbal. Hij begon die dag in de basiself van Manchester United in een wedstrijd in de UEFA Europa League thuis tegen FC Midtjylland. Hij droeg met twee doelpunten bij aan een 5–1-zege, waardoor de ploeg van Louis van Gaal doorging naar de volgende ronde. Zijn competitiedebuut maakte hij drie dagen later, tegen Arsenal. Ook in deze wedstrijd vond hij het doel. Na negenentwintig minuten opende hij de score en tweeënhalve minuut later maakte hij ook de 2–0. Verder zorgde hij ook nog voor de assist die het derde doelpunt inleidde dat Herrera maakte. Een maand later scoorde Rashford in de derby tegen Manchester City. In het seizoen 2015/16 kwam Rashford tot elf competitiewedstrijden, waarin hij vijfmaal scoorde. Manchester United won dat seizoen de FA Cup.
In het seizoen 2016/17 kwam trainer José Mourinho naar de club. De FA Community Shield tegen Leicester City werd gewonnen en later in het seizoen ook de EFL Cup en de UEFA Europa League door in de finales Southampton en Ajax te verslaan. Rashford scoorde over alle competities dat seizoen elf doelpunten in drieënvijftig wedstrijden. In het seizoen daarop maakte Rashford zijn debuut in de UEFA Champions League, waarin hij scoorde. In de competitie was Rashford betrokken bij dertien doelpunten in vijfendertig wedstrijden, waaronder zijn twee doelpunten tegen rivaal Liverpool.
Het seizoen 2018/19 begon niet goed voor Manchester United, met als gevolg het ontslag voor Mourinho. Zijn opvolger was Ole Gunnar Solskjær, onder wie het de eerste maanden goed verliep met zowel de club als Rashford. Ondanks een 2-0-thuisnederlaag tegen Paris Saint-Germain in de achtste finale van de UEFA Champions League, schakelde Manchester United de Franse club uit met een 3–1-zege in Parijs. Het beslissende doelpunt werd gemaakt door Rashford. Het seizoen daarna blonk Rashford met name in topwedstrijden uit bij Manchester United. Maar een rugblessure hield Rashford in de eerste maanden van 2020 tegen meer doelpunten te maken. Hij eindigde op 22 competitiedoelpunten, het hoogste aantal uit zijn carrière tot dan toe.
Het seizoen erop hield hij zijn goede vorm vast: met 21 wedstrijden en vijftien assists in 59 wedstrijden was hij nog nooit in één seizoen bij meer doelpunten betrokken (34, evenveel als het jaar ervoor). Dat jaar werd United tweede in de Premier League en bereikte het de finale van de Europa League, die op penalty's verloren werd van Villarreal. Het jaar erna kampte Rashford met een vormcrisis. Hij speelde 32 wedstrijden, maar kwam daarin maar tot vijf goals en twee assists, zijn slechtste seizoen uit zijn carrière.
In het seizoen 2022/23 werd Erik ten Hag aangesteld als nieuwe trainer van United en onder de Nederlander beleefde Rashford het beste seizoen uit zijn carrière. Hij scoorde dertig doelpunten in alle competities, waaronder eentje in de met 3-0 gewonnen EFL Cup-finale tegen Newcastle United. Na zijn beste seizoen uit zijn carrière volgde weer een minder seizoen. Hoewel Rashford bijna alles speelde, kon hij bij lange na niet de highs van zijn vorige seizoen bereiken.
Erik Ten Hag werd op 29 oktober 2024 door Manchester United ontslagen, waarna Ruben Amorim werd aangesteld als zijn vervanger, na een interimperiode onder Ruud van Nistelrooij. In Amorims eerste wedstrijd scoorde Rashford al na 90 seconden het openingsdoelpunt tegen Ipswich Town, in een duel dat eindigde in een 1–1 gelijkspel.
Al snel werd Rashford buiten de selectie gezet wegens disciplinaire problemen. Amorim gaf in een interview aan dat hij eerder de 63-jarige keeperstrainer zou opstellen dan Marcus Rashford, vanwege een vermeend gebrek aan inzet.
Op 17 december 2024 gaf Rashford een interview aan Henry Winter op zijn voormalige basisschool. Tijdens het gesprek verklaarde hij: "Voor mij persoonlijk denk ik dat ik klaar ben voor een nieuwe uitdaging."

### Aston Villa
Op 3 februari 2025 maakte Aston Villa de komst van Rashford bekend. De club huurde hem tot het einde van het seizoen met een koopoptie van 40 miljoen pond. Rashford maakte zijn debuut voor Aston Villa op 9 februari, als invaller in de 66e minuut tijdens een 2–1 thuiszege op Tottenham Hotspur in de vierde ronde van de FA Cup.
Op 30 maart scoorde Rashford zijn eerste twee doelpunten voor Villa in een met 3–0 gewonnen wedstrijd tegen Preston North End in de kwartfinale van de FA Cup. Drie dagen later maakte hij zijn eerste competitiedoelpunt voor de club tijdens een 3–0 overwinning op Brighton & Hove Albion in het Falmer Stadium.

### FC Barcelona
Wat in januari 2025 begon als een eerste uiting van interesse, kreeg in juli concrete vormen: FC Barcelona schakelde door voor Marcus Rashford en opende gesprekken over een tijdelijke overname. Op 20 juli arriveerde Rashford in Catalonië, waarna hij een dag later de medische keuring bij FC Barcelona onderging. De Engelse aanvaller werd tot medio 2026 gehuurd, waarbij de Catalaanse club zijn volledige salaris voor haar rekening nam. Rashford stemde in met een loonsverlaging van 15 procent.
Op 23 juli 2025 maakte FC Barcelona de komst van Rashford officieel met een video waarin hij telefonisch contact heeft met Gary Lineker, de laatste Engelsman die voor de club uitkwam, gevolgd door een persconferentie. De club bedong tevens een koopoptie op Rashford.
Op 16 augustus 2025 maakte Rashford zijn debuut voor de club in de eerste competitiewedstrijd van het seizoen, een uitduel tegen RCD Mallorca in de Primera División, die met 3–0 werd gewonnen.

## Clubstatistieken
| Seizoen | Club              | Competitie       | Competitie | Competitie | Competitie | Beker | Beker | Beker | Europa | Europa | Europa | Totaal | Totaal | Totaal |
| Seizoen | Club              | Competitie       | Wed.       | Dlp.       | Ass.       | Wed.  | Dlp.  | Ass.  | Wed.   | Dlp.   | Ass.   | Wed.   | Dlp.   | Ass.   |
| ------- | ----------------- | ---------------- | ---------- | ---------- | ---------- | ----- | ----- | ----- | ------ | ------ | ------ | ------ | ------ | ------ |
| 2015/16 | Manchester United | Premier League   | 11         | 5          | 3          | 4     | 1     | 0     | 3      | 2      | 0      | 18     | 8      | 3      |
| 2016/17 | Manchester United | Premier League   | 32         | 5          | 2          | 10    | 4     | 1     | 11     | 2      | 4      | 53     | 11     | 7      |
| 2017/18 | Manchester United | Premier League   | 35         | 7          | 5          | 8     | 3     | 3     | 9      | 3      | 3      | 52     | 13     | 11     |
| 2018/19 | Manchester United | Premier League   | 33         | 10         | 8          | 4     | 1     | 1     | 10     | 2      | 1      | 47     | 13     | 10     |
| 2019/20 | Manchester United | Premier League   | 31         | 17         | 9          | 7     | 4     | 1     | 6      | 1      | 2      | 44     | 22     | 12     |
| 2020/21 | Manchester United | Premier League   | 37         | 11         | 11         | 7     | 2     | 3     | 15     | 8      | 1      | 59     | 21     | 13     |
| 2021/22 | Manchester United | Premier League   | 25         | 4          | 2          | 2     | 0     | 0     | 5      | 1      | 0      | 32     | 5      | 2      |
| 2022/23 | Manchester United | Premier League   | 35         | 17         | 5          | 12    | 7     | 0     | 9      | 6      | 2      | 56     | 30     | 10     |
| 2023/24 | Manchester United | Premier League   | 31         | 7          | 2          | 5     | 1     | 1     | 4      | 0      | 2      | 40     | 8      | 5      |
| 2024/25 | Manchester United | Premier League   | 15         | 4          | 0          | 0     | 2     | 2     | 6      | 1      | 1      | 24     | 7      | 2      |
| 2024/25 | → Aston Villa     | Premier League   | 0          | 0          | 0          | 0     | 0     | 0     | 0      | 0      | 0      | 0      | 0      | 0      |
| 2025/26 | FC Barcelona      | Primera División | 0          | 0          | 0          | 0     | 0     | 0     | 0      | 0      | 0      | 0      | 0      | 0      |
| TOTAAL  | TOTAAL            | TOTAAL           | 270        | 83         | 47         | 59    | 23    | 10    | 72     | 25     | 15     | 401    | 131    | 70     |

Laatste update is bijgewerkt t/m 3 februari 2025.

## Interlandcarrière
Rashford werd op 16 mei 2016 opgenomen in de voorselectie van het Engels voetbalelftal voor het EK 2016. Hij maakte op 27 mei 2016 vervolgens zijn interlanddebuut, in een oefeninterland tegen Australië (2–1 winst). Rashford maakte in de derde minuut het openingsdoelpunt en werd daarmee de jongste scorende debutant in de geschiedenis van het Engelse nationale elftal. Vier dagen later werd hij door bondscoach Roy Hodgson opgenomen in zijn definitieve selectie voor het EK. Engeland werd in de achtste finale uitgeschakeld door IJsland (1-2) na doelpunten van Ragnar Sigurðsson en Kolbeinn Sigþórsson. Rashford mocht tijdens het toernooi twee keer invallen. Hij maakte tevens deel uit van de Engelse selectie op het WK 2018. Hierop kwam hij zes keer in actie.
Na afloop van de verloren EK 2020 finale op 11 juni 2021 tegen Italië, wat werd verplaatst van 2020 naar 2021 vanwege de COVID-19-pandemie, ontving de toen in de finale ingevallen Rashford op het internet meerdere racistische haatberichten. De berichten zullen uitgebreid onderzocht worden door de politie in Engeland en de verantwoordelijken van de haatberichten zullen, volgens de politie, daarvoor worden aangehouden. Een muurschildering in de wijk in Zuid-Manchester waar hij opgroeide, werd ernstig beschadigd – en later door fans en medestanders hersteld en met bloemen bedekt.

## Erelijst
| UEFA Europa League  | 1x | 2016/17          |
| FA Cup              | 2x | 2015/16, 2023/24 |
| EFL Cup             | 2x | 2016/17, 2022/23 |
| FA Community Shield | 1x | 2016             |

## Privé

### Strijd tegen honger onder kinderen
Rashford groeide op in armoede. Zijn alleenstaande moeder moest leven van  minimumloon, en haar vijf kinderen onderhouden. De armoede in zijn jeugd heeft hem geïnspireerd in de zomer van 2020 een campagne te starten om arme schoolkinderen ook in de vakantie wanneer er geen maaltijden door scholen verzorgd werden, te voorzien van gratis maaltijden.
In het Verenigd Koninkrijk, ondanks dat het de vijfde economie van de wereld is, is armoede een groot probleem. Een vijfde van de bevolking leeft er volgens de Verenigde Naties in armoede. En bijna een derde van de kinderen groeit er op in armoedige omstandigheden. De coronacrisis die in 2020 was uitgebroken vergrootte deze problemen verder, omdat steeds meer ouders hun inkomen zagen krimpen of zelfs werkloos raakten. Rashfords campagne kreeg dan ook veel steun, uiteindelijk ook van de regering van Boris Johnson. Voor zijn acties tegen kinderarmoede werd hij later dat jaar onderscheiden tot Lid van de Orde van het Britse Rijk (OBE).
De regering trok de steun echter in het najaar in omdat een conservatieve meerderheid in het Britse Lagerhuis het te duur vond worden. In reactie hierop sloot het bedrijfsleven zich aan bij Rashfords campagne onder het motto van "als de regering het niet wil, doen we het zelf wel." In een week tijd zouden miljoenen maaltijden aan kinderen geleverd zijn. Ook grote steden hebben ondanks het landelijk beleid sindsdien het programma doorgezet.
1 Ter Stegen · 
3 Baldé ·
4 Araújo ·
5 Cubarsí ·
6 Gavi ·
7 Torres ·
8 Pedri ·
9 Lewandowski ·
10 Yamal ·
11 Raphinha ·
13 J. García ·
14 Rashford ·
15 Christensen ·
16 Fermín ·
17 Casadó ·
18 Romeu ·
19 Bardghji ·
20 Olmo ·
21 De Jong ·
23 Koundé ·
24 E. García ·
25 Szczęsny ·
26 Torrents ·
27 Dro ·
28 Bernal ·
29 Toni ·
32 Fort ·
31 Kochen ·
35 Martín ·
41 Guillermo ·
Coach: Flick
· Assistent-coach: Sorg
· Assistent-coach: Tapalović
· Assistent-coach: Westermann
· Keeperstrainer: De La Fuente
1 Hart ·
2 Walker ·
3 Rose ·
4 Milner ·
5 Cahill ·
6 Smalling ·
7 Sterling ·
8 Lallana ·
9 Kane ·
10 Rooney  ·
11 Vardy ·
12 Clyne ·
13 Forster ·
14 Henderson ·
15 Sturridge ·
16 Stones ·
17 Dier ·
18 Wilshere ·
19 Barkley ·
20 Alli ·
21 Bertrand ·
22 Rashford ·
23 Heaton ·
Coach: Hodgson
1 Butland ·
2 Walker ·
3 Rose ·
4 Jones ·
5 Stones ·
6 Cahill ·
7 Sterling ·
8 Henderson ·
9 Vardy ·
10 Kane  ·
11 Welbeck ·
12 Trippier ·
13 Pickford ·
14 Lingard ·
15 Maguire ·
16 Delph ·
17 Dier ·
18 Young ·
19 Loftus-Cheek ·
20 Alli ·
21 Alexander-Arnold ·
22 Rashford ·
23 Pope ·
Coach: Tuchel
1 Pickford ·
2 Walker ·
3 Shaw ·
4 Rice ·
5 Stones ·
6 Maguire ·
7 Grealish ·
8 J. Henderson ·
9 Kane  ·
10 Sterling ·
11 Rashford ·
12 Trippier ·
13 D. Henderson ·
13 Ramsdale ·
14 Phillips ·
15 Mings ·
16 Coady ·
17 Sancho ·
18 Calvert-Lewin ·
19 Mount ·
20 Foden ·
21 Chilwell ·
22 White ·
23 Johnstone ·
24 James ·
25 Saka ·
26 Bellingham ·
Coach: Southgate
1 Pickford ·
2 Walker ·
3 Shaw ·
4 Rice ·
5 Stones ·
6 Maguire ·
7 Grealish ·
8 Henderson ·
9 Kane  ·
10 Sterling ·
11 Rashford ·
12 Trippier ·
13 Pope ·
14 Phillips ·
15 Dier ·
16 Coady ·
17 Saka ·
18 Alexander-Arnold ·
19 Mount ·
20 Foden ·
21 White ·
22 Bellingham ·
23 Ramsdale ·
24 Wilson ·
25 Maddison ·
26 Gallagher ·
Coach: Southgate